# Stenophiloscia vandeli
Stenophiloscia vandeli is een pissebed uit de familie Halophilosciidae. De wetenschappelijke naam van de soort is voor het eerst geldig gepubliceerd in 1967 door Matsakis.